# Référendum de 2020 sur les conditions de révision de la constitution en Floride
Un Référendum de 2020 sur les conditions de révision de la constitution a lieu le 3 novembre 2020 en Floride. La population est amenée à se prononcer sur un amendement constitutionnel d'initiative populaire, dit Amendement 4, visant à inscrire dans la constitution de l’État que tout amendement de la constitution de l'État doit être approuvé lors de deux référendums constitutionnels organisés au cours d'élections générales.
En Floride, les amendements constitutionnels requièrent pour être valides d'être approuvés au cours d'un référendum par une majorité qualifiée de 60 % des suffrages exprimés.
La proposition est rejetée.

## Résultats
| Choix                     | Votes      | %     | Quorum |
| ------------------------- | ---------- | ----- | ------ |
| Pour                      | 4 853 402  | 47,53 | 60 %   |
| Contre                    | 5 356 792  | 52,47 |        |
|                           |            |       |        |
| Votes valides             | 10 210 194 | 91,61 |        |
| Votes blancs et invalides | 934 661    | 8,39  |        |
| Total                     | 11 144 855 | 100   |        |
| Abstention                | 3 297 014  | 22,83 |        |
| Inscrits/Participation    | 14 441 869 | 77,17 |        |